# Фам Тхань Лыонг
Фам Тхань Лыо́нг (вьет. Phạm Thành Lương; 10 сентября 1988, Хатэй, ныне — часть Ханоя) — вьетнамский футболист, полузащитник и нападающий. Игрок национальной сборной Вьетнама.

## Карьера

### Клубная карьера
Родился в провинции Хатэй, где и начал заниматься футболом. В 15 лет его пригласили в молодёжную команду столичного АКБ. В 2005 году вместе с клубом выиграл серебряные медали молодёжного первенства Вьетнама и стал самым ценным игроком турнира. После такого успеха Лыонга перевели в основную команду. В 2008 году, несмотря на вылет в Первый дивизион, АКБ выиграл Кубок Вьетнама и получил право представлять страну в Кубке АФК 2009 года. В матче первого тура группового этапа с малайским «Кедахом» Лыонг забил гол, а всего на турнире он провёл 4 игры.

### Карьера в сборной
В национальную сборную Вьетнама Фам Тхань Лыонга пригласил Энрике Калишту для подготовки к чемпионату АСЕАН по футболу 2008 года. На турнире Лыонг забил два мяча в ворота Малайзии и Лаоса, внеся тем самым вклад в победу сборной в чемпионате.

## Достижения
- Победитель чемпионата АСЕАН по футболу: 2008
- Обладатель Кубка Вьетнама: 2008
- Лучший футболист Вьетнама: 2009

## Участие в азиакубках
- Кубок АФК 2009: 4 игры, 1 гол

## Голы за сборную Вьетнама
| # | Дата            | Встреча                         | Противник | Счёт | Результат | Соревнование                          |
| - | --------------- | ------------------------------- | --------- | ---- | --------- | ------------------------------------- |
| 1 | 8 декабря 2008  | «Сиракул», Пхукет, Таиланд      | Малайзия  | 1:0  | 3:2       | Чемпионат АСЕАН 2008                  |
| 2 | 10 декабря 2008 | «Сиракул», Пхукет, Таиланд      | Лаос      | 2:0  | 4:0       | Чемпионат АСЕАН 2008                  |
| 3 | 6 января 2010   | «Сайда Муниципал», Сидон, Ливан | Ливан     | 1:1  | 1:1       | Отборочные матчи Кубка Азии 2011      |
| 4 | 29 июня 2011    | «Тхонгнят», Хошимин, Вьетнам    | Макао     | 4:0  | 6:0       | Отборочные матчи чемпионата мира 2014 |